# Oxígeno-16
El oxígeno-16 ( 16O) es un isótopo estable de oxígeno, que tiene 8 neutrones y 8 protones en su núcleo. Tiene una masa de 15.994 914 619 56 u. El oxígeno-16 es el isótopo de oxígeno más abundante y representa el 99,762% de la abundancia natural del oxígeno. La abundancia relativa y absoluta de 16O es alta porque es un producto principal de la evolución estelar y porque es un isótopo primordial, lo que significa que puede estar formado por estrellas que inicialmente estaban hechas exclusivamente de hidrógeno . La mayor parte del 16O se sintetiza al final del proceso de fusión del helio en las estrellas; el proceso de triple alfa crea 12C, que captura 4He adicionales para hacer 16O. El proceso de quemado de neón crea 16O adicional.
Las muestras sólidas (orgánicas e inorgánicas) para estudiar 16O generalmente se almacenan en envases de plata, y son medidas con pirólisis y espectrometría de masas. Los investigadores deben evitar el almacenamiento inadecuado o prolongado de las muestras, para así obtener mediciones precisas. 